# Eugenio Cibelli
Eugenio Cibelli, född 1884 i Neapel, död 1961 var en italiensk tenorsångare och musiker. Han var bror till orkesterledaren och sångaren Alfredo Cibelli.
Cibelli emigrerade 1908 från Neapel till New York tillsammans med sina föräldrar och två bröder. I USA studerade Cibelli sång och gjorde 97 skivinspelningar som sångare för skivbolaget Victor. 1913 återvände Cibelli till Italien, där han fortsatte sin karriär.